# Vampire's Empire
Vampire's Empire is een computerspel dat werd ontwikkeld door Magic Bytes en uitgegeven door DigiTek Software. Het spel kwam in 1988 uit voor diverse homecomputers. De speler speelt Doctor Van Helsing en het doel van het spel is de wereld bevrijden van vampieren.

## Platforms
- Amiga (1988)
- Atari ST (1988)
- Commodore 64 (1988)
- MSX (1988)
- ZX Spectrum (1988)

## Ontvangst
| Beoordeeld door                       | Jaar | Platform     | Score |
| ------------------------------------- | ---- | ------------ | ----- |
| ASM (Aktueller Software Markt)        | 1988 | Amiga        | 78%   |
| ST Action                             | 1988 | Atari ST     | 65%   |
| Atari ST User                         | 1988 | Atari ST     | 60%   |
| The Games Machine (UK)                | 1988 | Commodore 64 | 59%   |
| ACE (Advanced Computer Entertainment) | 1988 | Amiga        | 52%   |
| Power Play                            | 1988 | Commodore 64 | 30%   |